# 波氏马先蒿
波氏马先蒿（学名：Pedicularis potaninii）是列当科马先蒿属的植物，是中国的特有植物。分布于中国大陆的甘肃等地，见于林中，目前尚未由人工引种栽培。